# Jean-Michel Adam
 (juillet 2023).
Pour les articles homonymes, voir Adam (homonymie).
Jean-Michel Adam est un linguiste français, né au Havre (23 janvier 1947 ), aujourd'hui professeur honoraire de l'Université de Lausanne. 

## Biographie
En 1971, en fin d'études à l'université de Haute Normandie (Rouen), Jean-Michel Adam rédige un mémoire de linguistique sous la direction de Denis Slakta.
Après avoir publié son premier livre Linguistique et discours littéraire en 1976, il obtient un doctorat de 3ème cycle en 1978 (Grammaire de texte et analyse de discours) et soutient sa thèse d'état à l'Université de Franche-Comté (Besançon), sous la direction de Jean Peytard, en 1982. 
Il est directeur d'études au Centre régional de formation des professeurs de collège de l'Académie de Rouen, de 1974 à 1984, et quitte ensuite la France pour la Suisse. 
Nommé en 1984, après une suppléance en 1983, professeur ordinaire sur la chaire nouvellement créée de linguistique française à l'Université de Lausanne, il y enseigne jusqu'à sa retraite, en 2012.
Jean-Michel Adam a été professeur invité dans plusieurs universités suisses (Fribourg 1986 & 2012), Genève (1989), Zurich (1994), Université de la Suisse italienne à Lugano (2013), et, en France, à l'université de la Sorbonne-Paris IV (2007-2008) et à l'Ecole des hautes études en sciences sociales (2013), au Danemark à l'université d'Århus (automne 2013); en Espagne (Universités Pompeu-Fabra de Barcelone en 2005, de Santiago de Compostela en 2003, Université Jaume I de Castellon et de Zaragoza en 2018), en Italie (Rome 3, en 2015), au Québec (UQAM 2001, Université Laval 2002). 
Titulaire d'une Chaire Francqui aux Facultés universitaires Saint-Louis de Bruxelles en 2012, il a également enseigné la linguistique française à l'Ecole d'été de Middlebury College (Vermont-USA) entre 1988 et 1997. 
Il est membre de plusieurs comités scientifiques et comités de rédaction (revues Linx, Corpus, Pratiques, Semen, Scolia, Signata. Annales des sémiotiques/Annales of Semiotics, Carnets-Revista electrónica de Estudos Franceses, Anales de Filología Francesa, Revue Italienne d’Études Françaises) et il a dirigé la collection Sciences des discours, Delachaux & Niestlé (Lausanne-Paris), de 1997 à 2001.

## Domaines de recherche
Outre ses nombreuses publications sur la théorie du récit (1984, 1985, 1996 et 2011) et celle de la description (1989 et 1993) dont il étudie les manifestations littéraires et non-littéraires dans la perspective d'une linguistique du texte et du discours ouverte à la tradition rhétorique et à la poétique, Jean-Michel Adam est surtout connu pour ses travaux sur la linguistique textuelle, (1990 et 2005), sur la linguistique du discours,, ainsi que sur l'approche linguistique du discours littéraire (1976, 1991, 1997, 2009, 2010, 2018). 
L'une de ses propositions, souvent citée et reprise, est la description de cinq séquences méso-textuelles prototypiques: narrative, descriptive, explicative, argumentative et dialogale, exposée dans Les Textes : types et prototypes,. Il développe cette théorie des séquences contre les typologies et grammaires de texte trop massives et qui manquent la complexité et l'hétérogénéité des réalisations textuelles effectives. Cet exposé de la théorie des séquences méso-textuelles est aujourd'hui inséparable de son approche de la question de la segmentation de l'écrit en paragraphes (théorie générale et analyse de corpus dans son livre de 2018: Le paragraphe. Entre phrases et texte). Ses travaux portent autant sur la théorie du texte (dont un état récent est exposé dans sa notice "Texte" de l'Encyclopédie Grammaticale du Français) et de ses paliers micro-, méso- et macro-textuels d'analyse, que sur la théorie des genres de discours. Il a, pour cela, longuement étudié différentes pratiques discursives : les contes littéraires,,, la présence de l'épidictique dans le discours publicitaire et dans le discours politique, les genres de discours programmateurs et instructionnels,, et les genres de la presse écrite,.
Il développe depuis quelques années une réflexion épistémologique sur l'histoire de la linguistique textuelle,, sur son ancrage dans la linguistique du discours,, sur ce que l'analyse textuelle apporte à la stylistique,, et, plus généralement, à l'analyse des discours. Dans les versions publiées de sa "Leçon d'adieu" (15 novembre 2012), et dans plusieurs entretiens,,, il dessine les grandes lignes de son parcours et les pistes qu'il a suivies depuis dans plusieurs livres récents (2015), ainsi que dans le travail de réédition de ses deux principaux ouvrages : La linguistique textuelle en 2020 et Les textes : types et prototypes en 2017. Ses derniers travaux portent sur le paragraphe (2018), sur l'éclatement plurisémiotique des textes et sur la problématique générale des recueils de textes.

## Principales publications
- Linguistique et discours littéraire (Paris, Larousse, 1976). Avec Jean-Pierre Goldenstein.
- Le Récit (Paris, PUF, 1984; 6e édition 1999; traductions japonaise et arabe[24],[25].
- Le texte narratif (Paris, Nathan, 1985).
- Le texte descriptif (Paris, A. Colin, 1989). Avec André Petitjean et Françoise Revaz. Traduction roumaine[26].
- Éléments de linguistique textuelle: théorie et pratique de l'analyse textuelle (Bruxelles, Mardaga, 1990).
- Langue et littérature (Paris, Hachette, 1991).
- Les textes: types et prototypes (Paris, A. Colin, 1992, 4e édition revue 2017; traductions grecque, roumaine et portugaise)[27],[28],[29].
- La description (Paris, PUF, 1993).
- L'argumentation publicitaire: Rhétorique de l'éloge et de la persuasion (Paris, A. Colin, 1997). Avec Marc Bonhomme. Nouvelle édition 2012; traductions espagnole, coréenne et roumaine[30],[31],[32].
- L'analyse des récits (Paris, Seuil, 1996). Avec Françoise Revaz. Traductions portugaise et roumaine[33],[34].
- Le style dans la langue (Lausanne, Delachaux & Niestlé, 1997).
- La linguistique textuelle: Introduction à l'analyse textuelle des discours (Paris, A. Colin, 2005, 4e édition revue 2020; traductions roumaine et portugaise)[35],[36].
- Le texte littéraire. Pour une approche interdisciplinaire (Louvain-la-Neuve, Academia Bruyland, 2009; traduction portugaise 2011)[37]. Avec Ute Heidmann.
- Textualité et intertextualité des contes (Paris, Classiques Garnier, 2010). Avec Ute Heidmann.
- Genres de récits. Narrativité et généricité des textes (Louvain-la-Neuve, Academia-L'Harmattan, 2011).
- Faire texte. Frontières textuelles et opérations de textualisation, sous la direction de J.-M. Adam (Besançon, Presses Universitaires de Franche-Comté, 2015.
- Le Paragraphe. Entre phrases et texte (Paris, A. Colin, 2018).
- Souvent textes varient. Génétique, intertextualité, édition et traduction (Paris, Classiques Garnier, 2018).